# Nectophrynoides minutus
Nectophrynoides minutus är en groddjursart som beskrevs av Perret 1972. Nectophrynoides minutus ingår i släktet Nectophrynoides och familjen paddor. IUCN kategoriserar arten globalt som starkt hotad. Inga underarter finns listade i Catalogue of Life.